# タナカサキコ
タナカ サキコ（1964年2月22日 - ）は、日本の女優、声優。兵庫県明石市出身。プロダクション・タンク所属。

## 来歴
武庫川女子大学短期大学部卒業。劇団道化座、劇団健康に所属していた。時速500円主宰。

## 人物
方言は播州弁。
特技は水泳、乗馬（200鞍）、エレクトーン、三味線、着付け、カメラ。資格はカラーコーディネーター（3級）、神社検定（3級）、中型自動車免許、ドローン操縦中級資格。
既婚者で、夫は遺伝子研究者。
放送大学大宮学習センターに演劇部を設立している。

## 出演作品

### テレビドラマ
- 悪魔が来りて笛を吹く（方言指導）
- 都市伝説の女 part2（2013年、方言指導）
- つまらない住宅地のすべての家（2022年）
- 世にも奇妙な物語
- 大富豪同心3（2023年、方言指導）

### テレビ番組
- あのニュースで得する人損する人
- アメトーーク!
- 池上彰の現代史を歩く〜Walking through Modern History〜
- がっちりアカデミー!!
- 奇跡体験!アンビリバボー
- ザ!世界仰天ニュース
- 総合診療医ドクターG
- その原因、Xにあり!
- ためしてガッテン
- 誰も教えてくれない

### 映画
- デッド エンド ガール
- トーキング・ヘッド（1992年、アニメーター）
- 少年H（2013年、出演及び方言指導）
- ザ・ファブル 殺さない殺し屋（2021年）
- 島守の塔（2022年、方言指導）
- 室町無頼（播州弁監修）

### テレビアニメ
- サザエさん（サザエさんの恩師）
- ドラえもん（2013年、おばあさん、近所の猫）
- サマータイムレンダ（2022年、人渕[6]）
- 誰ソ彼ホテル（2025年、安藤の母[7]）
- アン・シャーリー（2025年、男子学生[8]）

### 劇場アニメ
- 思い出のマーニー（2014年）

### ゲーム
- ソウルキャリバーVI（2018年）

### 吹き替え

#### 映画
- 宋家の三姉妹（1998年、宋慶齢〈マギー・チャン〉）
- ミュージック・オブ・ハート（2000年、ロベルタ・ガスパーリ〈メリル・ストリープ〉）
- ジャックとジル（2012年）
- アンネの追憶（2012年）
- ラブ・パンチ（2013年、ペネロープ〈セリア・イムリー〉）
- アメイジング・スパイダーマン（2012年）
- ライジング・ドラゴン（2013年、JCの妻）
- グランド・ブダペスト・ホテル（2014年）

#### ドラマ
- 凍てつく楽園（クレア〈ロッタ・テイレ〉）
- クリミナル・マインド FBI行動分析課
- CSI:科学捜査班12
- シェイムレス 俺たちに恥はない（パティ）
- ジャイアント（ミョンジャ）
- 相続者たち（チョン・ジスク〈パク・チュングム〉）
- はじまりは5つ星ホテルから（ケイト〈レスリー・マン・ヴィル〉）
- ハンド・オブ・ゴッド（ヴァル）
- プライベート・プラクティス 迷えるオトナたち（ミランダ）
- プリーチャー
- マッドメン（レイモンド妻）
- ミス・マープル
- Major Crimes 〜重大犯罪課（ウィニー・デイビス〈カムリン・マンハイム〉）
- メンタリスト
- 名探偵ポアロ

#### アニメ
- ニーナがまんできない（おばさん）

### ボイスオーバー
- 現代の驚異
- 地球の誕生
- BS世界のドキュメンタリー
- 本当は誰がアメリカを発見したか

### VP
- 警察署
- 税務省

### 舞台
- 時速500円
  - すっぱい
  - 夏のよそおい
  - ひとでなしの恋
  - ひとりにしないで
  - ひとり芝居「ABESADA」（阿部定）
- 劇団道化座　須永克彦主宰
  - スーホの白い馬（スーホ）他多数
- 劇団健康　ケラリーノ・サンドロビッチ主宰
  - ウチハソバヤジャナイ
  - カラフルメリィでオハヨ
  - SUNDAY AFTERNOONS
- 劇団疾風DO党　福田卓郎主宰
  - いたしかたない人々
- マントルプリンシアター　じんのひろあき主宰
  - デビルマン
- 劇団3○○　渡辺えり主宰
  - 1の1の6
- 朗読「あらしのよるに」シリーズ